# Чарлстон (Західна Вірджинія)
Чарлстон (англ. Charleston) — місто (англ. city) в США, в окрузі Кенова, адміністративний центр Західної Вірджинії. Населення — 48 864 особи (2020).

## Географія
Чарлстон розташований за координатами 38°20′55″ пн. ш. 81°37′56″ зх. д. / 38.34861° пн. ш. 81.63222° зх. д. (38.348692, -81.632324).  За даними Бюро перепису населення США в 2010 році місто мало площу 84,58 км², з яких 81,64 км² — суходіл та 2,95 км² — водойми.

### Клімат
| Клімат : Чарлстон       | Клімат : Чарлстон | Клімат : Чарлстон | Клімат : Чарлстон | Клімат : Чарлстон | Клімат : Чарлстон | Клімат : Чарлстон | Клімат : Чарлстон | Клімат : Чарлстон | Клімат : Чарлстон | Клімат : Чарлстон | Клімат : Чарлстон | Клімат : Чарлстон | Клімат : Чарлстон |
| Показник                | Січ.              | Лют.              | Бер.              | Квіт.             | Трав.             | Черв.             | Лип.              | Серп.             | Вер.              | Жовт.             | Лист.             | Груд.             | Рік               |
| Абсолютний максимум, °C | 27,2              | 27,2              | 33,3              | 35,6              | 36,7              | 40,6              | 42,2              | 42,2              | 40,0              | 35,6              | 30,6              | 26,7              | 42,2              |
| Середній максимум, °C   | 5,8               | 8,1               | 13,4              | 19,8              | 23,8              | 27,9              | 29,6              | 29,0              | 25,4              | 19,8              | 13,9              | 7,6               | 18,7              |
| Середній мінімум, °C    | −3,2              | −1,8              | 1,9               | 6,9               | 11,5              | 16,4              | 18,7              | 18,1              | 13,8              | 7,4               | 2,7               | −1,6              | 7,6               |
| Абсолютний мінімум, °C  | −26,7             | −24,4             | −20,6             | −7,8              | −3,3              | 0,6               | 7,8               | 5,0               | 0,0               | −8,3              | −14,4             | −27,2             | −27,2             |
| Норма опадів, мм        | 76                | 81                | 99                | 82                | 122               | 109               | 125               | 95                | 83                | 68                | 95                | 83                | 1118              |
| Днів з опадами          | 15,0              | 13,4              | 14,4              | 13,6              | 14,1              | 12,7              | 12,1              | 10,3              | 9,3               | 9,7               | 11,7              | 14,4              | 150,7             |
| Днів зі снігом          | 8,4               | 6,7               | 3,7               | 0,8               | 0                 | 0                 | 0                 | 0                 | 0                 | 0                 | 1,6               | 5,4               | 26,6              |
| ----------------------- | ----------------- | ----------------- | ----------------- | ----------------- | ----------------- | ----------------- | ----------------- | ----------------- | ----------------- | ----------------- | ----------------- | ----------------- | ----------------- |
| Джерело: NOAA           |                   |                   |                   |                   |                   |                   |                   |                   |                   |                   |                   |                   |                   |

## Демографія
Згідно з переписом 2010 року, у місті мешкало 51 400 осіб у 23 453 домогосподарствах у складі 12 587 родин. Густота населення становила 608 осіб/км².  Було 26205 помешкань (310/км²).
Расовий склад населення:
| - 78,4 % — білих - 15,5 % — чорних або афроамериканців - 2,3 % — азіатів - 0,2 % — корінних американців |

До двох чи більше рас належало 3,2 %. Частка іспаномовних становила 1,4 % від усіх жителів.
За віковим діапазоном населення розподілялося таким чином: 20,1 % — особи молодші 18 років, 63,8 % — особи у віці 18—64 років, 16,1 % — особи у віці 65 років та старші. Медіана віку мешканця становила 41,7 року. На 100 осіб жіночої статі у місті припадало 90,8 чоловіків;  на 100 жінок у віці від 18 років та старших — 87,2 чоловіків також старших 18 років.
Середній дохід на одне домашнє господарство  становив 75 902 долари США (медіана — 48 442), а середній дохід на одну сім'ю — 100 838 доларів (медіана — 64 777). Медіана доходів становила 54 284 долари для чоловіків та 39 521 долар для жінок. За межею бідності перебувало 19,6 % осіб, у тому числі 31,6 % дітей у віці до 18 років та 6,5 % осіб у віці 65 років та старших.
Цивільне працевлаштоване населення становило 23 774 особи. Основні галузі зайнятості: освіта, охорона здоров'я та соціальна допомога — 25,7 %, науковці, спеціалісти, менеджери — 14,8 %, роздрібна торгівля — 11,0 %, публічна адміністрація — 10,9 %.

## Історія
Перше постійне поселення, Форт-Лі, було побудовано в 1788 році полковником Джорджом Кленденіном та його ротою Віргінських рейнджерів і назване. Селище знаходилося біля сьогоднішнього перетину Брукс-стріт та бульвару Кенах. Вважається, що поселення було назване Чарлзтауном на честь батька полковника Кленденіна, Чарльза. Назва Чарлзтаун було пізніше скорочено в Чарлстон, щоб уникнути плутанини із ще одним Чарлзтауном в східній частині Західної Вірджинії, який був названий на честь іншого Чарльза, брата Джорджа Вашингтона.
Шість років по тому Генеральна Асамблея Вірджинії офіційно визнала Чарлстон містом. На 40 акрах (160000 м²) міської території в 1794 році, стояло 7 будинків та проживало 35 осіб.

## Відомі особистості
У місті народився:
- Джим Джастіс (* 1951) — американський бізнесмен і політик.
- Кончата Феррелл (1943 — 2020) — американська акторка театру, кіно та телебачення.